# Tilly the Tomboy Goes Boating
Tilly the Tomboy Goes Boating è un cortometraggio muto del 1910 diretto da Lewin Fitzhamon.

## Trama
Tilly e Sally vanno in gita in barca lungo il fiume, provocando tutta una serie di guai.

## Produzione
Il film fu prodotto dalla Hepworth.

## Distribuzione
Distribuito dalla Hepworth, il film - un cortometraggio di 130 metri - uscì nelle sale cinematografiche britanniche nel settembre 1910.
Si conoscono pochi dati del film che, prodotto dalla Hepworth, fu distrutto nel 1924 dallo stesso produttore, Cecil M. Hepworth. Fallito, in gravissime difficoltà finanziarie, il produttore pensò in questo modo di poter almeno recuperare il nitrato d'argento della pellicola.